# 루시 잉에만

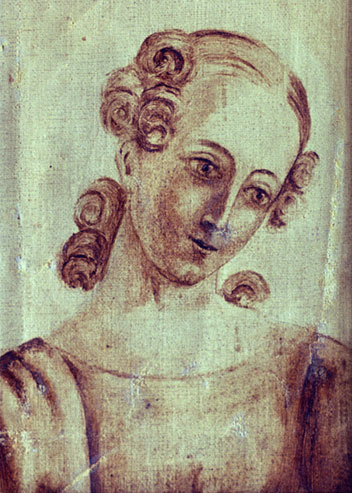
루시 잉에만의 자화상

루시 마리 잉에만(덴마크어: Lucie Marie Ingemann, 결혼 이전의 성: 마닉스(Mandix), 1792년 2월 19일 ~ 1868년 1월 15일)은 덴마크의 화가이다.

## 생애
코펜하겐에서 마르가레타 엘리사베트 흐비스텐달(Margaretha Elisabeth Hvistendahl)과 경제학자인 야코브 마닉스(Jacob Mandix)의 딸로 태어났으며 1822년 7월에 작가인 베른하르드 세베린 잉에만(Bernhard Severin Ingemann)과 결혼했다.
셸란섬 소뢰에 거주하면서 한스 크리스티안 안데르센(Hans Christian Andersen), 베르텔 토르발센(Bertel Thorvaldsen)과 같은 덴마크 문화계 인사들과 만나면서 문화 활동을 전개했다. 루시 잉에만의 남편인 베른하르트 잉에만도 루시 잉에만의 화가 활동을 지지했다. 성경에 등장하는 인물들을 소재로 한 제단화를 제작했으며 그의 제단화 작품들은 덴마크의 여러 교회들에 전시되어 있다.